# Nuovo shekel israeliano
Il nuovo shekel israeliano o nuovo siclo israeliano (in ebraico שֶׁקֶל חדש‎?, sheqel khadash; in arabo شيقل جديد‎?, šiqel jadīd; pronuncia [ˈʃɛkel]) è la valuta ufficiale di Israele. Il nuovo siclo è suddiviso in 100 agora (אגורה; pl. agorot, אגורות). Il codice ISO 4217 della valuta è "ILS", mentre il suo simbolo è ₪. Tale monogramma rappresenta in forma stilizzata le lettere ש"ח, ad indicare l'abbreviazione di שקל חדש (sheqel khadash).

## Storia
Il nuovo shekel sostituì il vecchio shekel il 1º gennaio 1986 con un rapporto di 1 000 vecchi shekel = 1 nuovo shekel.
Dal 1º gennaio 2003 il nuovo shekel è diventato una valuta liberamente convertibile. Dal 7 maggio 2006, sul Chicago Mercantile Exchange, è disponibile la negoziazione di strumenti derivati sul nuovo shekel. Ciò rende la valuta israeliana una delle circa venti al mondo per le quali ci sono contratti futuri valutari ampiamente disponibili sul mercato valutario. È anche una valuta forte, con accesso disponibile in quasi ogni posto nel mondo.
Il 26 maggio 2008 la CLS Bank International ha annunciato che avrebbe regolato istruzioni di pagamento in nuovi shekel israeliani, rendendo così tale valuta pienamente convertibile.
La valuta non viene prodotta in Israele, paese che non ha una zecca. Attualmente le monete sono coniate dalla Korea Minting and Security Printing Corporation (KOMSCO), zecca di stato sudcoreana, mentre le banconote sono stampate in Svizzera.

## Monete
Nel 1985 furono introdotte monete in tagli da 1, 5 e 10 agora, ½ e 1 nuovo shekel. Nel 1990 furono introdotte le monete da 5 nuovi shekel, seguite da quelle da 10 nuovi shekel nel 1995. Sempre nel 1990 cessò la produzione di monete da 1 agora, che furono ritirate dalla circolazione il 1º aprile 1991. Una nuova moneta da 2 nuovi shekel fu introdotta il 9 dicembre 2007. La moneta da 5 agora, coniata fino al 2006, fu ritirata dalla circolazione il 1º gennaio 2008.
Le monete del nuovo shekel che sono o sono state in circolazione sono:
| Serie di Monete del Nuovo shekel           | Serie di Monete del Nuovo shekel | Serie di Monete del Nuovo shekel | Serie di Monete del Nuovo shekel | Serie di Monete del Nuovo shekel                       | Serie di Monete del Nuovo shekel | Serie di Monete del Nuovo shekel | Serie di Monete del Nuovo shekel                    | Serie di Monete del Nuovo shekel | Serie di Monete del Nuovo shekel |
| Valore                                     | Parametri tecnici                | Parametri tecnici                | Parametri tecnici                | Parametri tecnici                                      | Descrizione                      | Descrizione | Descrizione                                         | Data di                          | Data di                          |
| Valore                                     | Diametro                         | Spessore                         | Massa                            | Composizione                                           | Bordo                            | Dritto | Rovescio                                            | emissione                        | decadenza                        |
| ------------------------------------------ | -------------------------------- | -------------------------------- | -------------------------------- | ------------------------------------------------------ | -------------------------------- | --- | --------------------------------------------------- | -------------------------------- | -------------------------------- |
| 1 agora                                    | 17 mm                            |                                  | 2 g                              | Cupralluminio 92% rame 6% alluminio 2% nichel          | Liscio                           | Una galea antica, lo stemma statale, "Israele" in ebraico, arabo e inglese                                                                                             | Valore, data                                        | 4 settembre 1985                 | 1º aprile 1991                   |
| 5 agora                                    | 19,5 mm                          |                                  | 3 g                              | Cupralluminio 92% rame 6% alluminio 2% nichel          | Liscio                           | Replica di una moneta dal quarto anno della Prima guerra giudaica ritraente un lulav tra due etrog, lo stemma statale, "Israele" in ebraico, arabo e inglese           | Valore, data                                        | 4 settembre 1985                 | 1º gennaio 2008                  |
| 10 agora                                   | 22 mm                            |                                  | 4 g                              | Cupralluminio 92% rame 6% alluminio 2% nichel          | Liscio                           | Replica di una moneta emessa da Antigono II Mattatia Asmoneo (37 - 40 a.C.) con il candelabro a sette bracci, lo stemma statale, "Israele" in ebraico, arabo e inglese | Valore, data                                        | 4 settembre 1985                 | In circolazione                  |
| ½ nuovo shekel                             | 26 mm                            |                                  | 6,5 g                            | Cupralluminio 92% rame 6% alluminio 2% nichel          | Liscio                           | Una lira, lo stemma statale | Valore, data, "Israele" in ebraico, arabo e inglese | 4 settembre 1985                 | In circolazione                  |
| 1 nuovo shekel                             | 18 mm                            |                                  | 4 g                              | Cupronichel 75% rame 25% nichel                        | Liscio                           | Un giglio, "Yehud" in ebraico antico, lo stemma statale | Valore, data, "Israele" in ebraico, arabo e inglese | 4 settembre 1985                 | In circolazione                  |
| 2 nuovi shekel                             | 21,6 mm                          | 2,3 mm                           | 5,7 g                            | Lega di nichel e acciaio                               | Liscio con 4 parti scanalate     | Due cornucopie, lo stemma statale | Valore, data, "Israele" in ebraico, arabo e inglese | 9 dicembre 2007                  | In circolazione                  |
| 5 nuovi shekel                             | 24 mm                            | 2,4 mm                           | 8,2 g                            | Cupronichel 75% rame 25% nichel                        | Dodecagonale                     | Un capitello, lo stemma statale | Valore, data, "Israele" in ebraico, arabo e inglese | 2 gennaio 1990                   | In circolazione                  |
| 10 nuovi shekel                            | 23 mm Centro: 16 mm              | 2,2 mm                           | 7 g                              | Anello: Lega di nichel e acciaio Centro: Bronzo dorato | Zigrinato                        | Palma con sette foglie e due cesti di datteri, lo stemma statale, le parole "per la liberazione di Sion" in alfabeto ebraico antico e moderno                          | Valore, data, "Israele" in ebraico, arabo e inglese | 7 febbraio 1995                  | In circolazione                  |
| Per altre informazioni vedi tavole monete. |                                  |                                  |                                  |                                                        |                                  | |                                                     |                                  |                                  |

- Tutte le date sulle monete israeliane sono espresse secondo il calendario ebraico e sono scritte con la numerazione ebraica.

## Banconote
Nel settembre 1985 furono introdotte banconote in tagli da 1, 5, 10, 20 e 50 nuovi shekel. Le banconote da 1, 5 e 10 nuovi shekel avevano lo stesso disegno di base delle precedenti banconote da 1 000, 5 000 e 10 000 vecchi shekel, ma con la denominazione cambiata.
Nel 1986 furono introdotte banconote da 100 nuovi shekel, seguite da quelle da 200 nuovi shekel nel 1991. Le banconote da 1, 5 e 10 nuovi shekel furono successivamente sostituite da monete. Un progetto relativo all'emissione di una banconota da 500 nuovi shekel, con il ritratto di Yitzhak Rabin, fu annunciato poco dopo l'assassinio di Rabin nel 1995. Tuttavia, a causa dei bassi tassi d'inflazione, non c'era alcuna necessità di tale banconota, che quindi non è mai stata emessa. Nel febbraio 2008 la Bank of Israel aveva comunque annunciato un progetto relativo a una serie di banconote completamente nuova, e che la nuova serie, la cui emissione era prevista nel 2010, avrebbe dovuto includere probabilmente una banconota da 500 nuovi shekel. Il disegno delle nuove banconote non è stato ancora deciso, ma se la banconota da 20 nuovi shekel in polimeri della serie attualmente in circolazione, introdotta nell'aprile 2008, avrà successo, la nuova serie sarà quasi sicuramente composta solamente da banconote in polimeri. Possibili disegni all'esame sono i ritratti di famose personalità non politiche, come Teddy Kollek (il leggendario sindaco di Gerusalemme), Rabbi Shlomo Goren (capo cappellano delle forze armate israeliane durante la guerra dei sei giorni del 1967, famoso per aver suonato il suo shofar sul Monte del Tempio pochi minuti dopo la conquista di Gerusalemme da parte dell'esercito israeliano), Ilan Ramon (primo astronauta israeliano, perito sul Columbia nel 2003), Naomi Shemer (nota come la "first lady della canzone israeliana"). Altri possibili disegni potrebbero includere paesaggi, flora e fauna di Israele.
Le banconote che siamo in circolazione in precedenza sono state:
| Serie B del Nuovo shekel (1999-2017) | Serie B del Nuovo shekel (1999-2017) | Serie B del Nuovo shekel (1999-2017) | Serie B del Nuovo shekel (1999-2017) | Serie B del Nuovo shekel (1999-2017)                                                                                  |
| Valore                               | Dimensioni                           | Colore principale                    | Fronte                               | Retro |
| ------------------------------------ | ------------------------------------ | ------------------------------------ | ------------------------------------ | --- |
| 20 nuovi shekel                      | 71 x 138 mm                          | Verde                                | Moshe Sharett                        | Volontari ebrei nella seconda guerra mondiale; una torre di guardia, in onore degli insediamenti "torre e palizzata". |
| 50 nuovi shekel                      | 71 x 138 mm                          | Porpora                              | Shmuel Yosef Agnon                   | Taccuino, penna e occhiali di Agnon; Gerusalemme e il Monte del Tempio.                                               |
| 100 nuovi shekel                     | 71 x 138 mm                          | Marrone                              | Yitzhak Ben-Zvi                      | La Sinagoga Peki'in.                                                                                                  |
| 200 nuovi shekel                     | 71 x 138 mm                          | Rosso                                | Zalman Shazar                        | Una strada di Safad e testo dal saggio di Shazar su Safad.                                                            |

La banconota da 20 nuovi shekel è la prima a essere fatta di polipropilene, un substrato di polimeri, che è superiore alla normale carta moneta con una vita di circolazione pari a solo pochi mesi. La banconota di polimeri è stampata dalla Orell Füssli Security Printing di Zurigo in Svizzera. Su 1,8 milioni di esemplari delle nuove banconote è stata stampata con inchiostro rosso la scritta "60 anni dello Stato di Israele" in ebraico.
Il 14 novembre 2012 la Banca d'Israele ha annunciato che la nuova serie di banconote è nelle fasi finali della progettazione. La prima delle nuove banconote a iniziare la circolazione è stata nella denominazione 50 il 16 settembre 2014, seguita dalla banconota da 200 del 23 dicembre 2015. Le ultime due denominazioni, 20 e 100, sono state emesse il 23 novembre 2017, completando la serie di banconote "Serie C".
Il comitato propose che la nuova serie avrebbe portato i ritratti di importanti poeti ebraici, tra cui Rachel Bluwstein, Saul Cernichovskij, Lea Goldberg e Nathan Alterman. Nel dicembre 2010, è stato annunciato che la serie avrebbe caratterizzato ritratti di Menachem Begin, Yitzhak Rabin e Shmuel Yosef Agnon. Quando la famiglia di Begin si oppose alla decisione, la proposta originaria della commissione fu riammessa.
Con l'emissione della terza serie, la Banca d'Israele ha adottato l'ortografia inglese standard di shekel e sicli plurali per la sua valuta. [30] In precedenza, la Banca aveva formalmente utilizzato le trascrizioni ebraiche di sheqel e sheqalim.
Le banconote sono stampate dalla svizzera Orell Füssli Security Printing, una divisione aziendale della Orell Füssli.
Le banconote attualmente in circolazione sono:
| Serie C del Nuovo shekel (2014-) | Serie C del Nuovo shekel (2014-) | Serie C del Nuovo shekel (2014-) | Serie C del Nuovo shekel (2014-)                                                                                          | Serie C del Nuovo shekel (2014-)                                                |
| Valore                           | Dimensioni                       | Colore principale                | Fronte | Retro                                                                           |
| -------------------------------- | -------------------------------- | -------------------------------- | --- | ------------------------------------------------------------------------------- |
| 20 nuovi shekel                  | 129 x 71 mm                      | Rosso                            | Rachel Bluwstein; la poesia Kinneret in microstampa; Rami di palma sullo sfondo                                           | Vista del mare di Galilea costa; Segmento dalla poesia Forse non era niente.... |
| 50 nuovi shekel                  | 136 x 71 mm                      | Verde                            | Saul Cernichovskij; la poesia Oh, la mia terra, la mia patria in microstampa; Albero di agrumi e suoi frutti sullo sfondo | Capitale di una colonna corinzia; Segmento dalla poesia Credo.                  |
| 100 nuovi shekel                 | 143 x 71 mm                      | Arancione                        | Lea Goldberg; la poesia Nella terra del mio amore i fiori di mandorlo in microstampa                                      | Un gruppo di gazzelle; Segmento dalla poesia: Giorni bianchi.                   |
| 200 nuovi shekel                 | 150 x 71 mm                      | Blu                              | Nathan Alterman; il poema Incontro Eterno in microstampa; Foglie autunnali sullo sfondo                                   | Flora illuminata dalla luna; Segmento dalla poesia Canzone del mattino          |

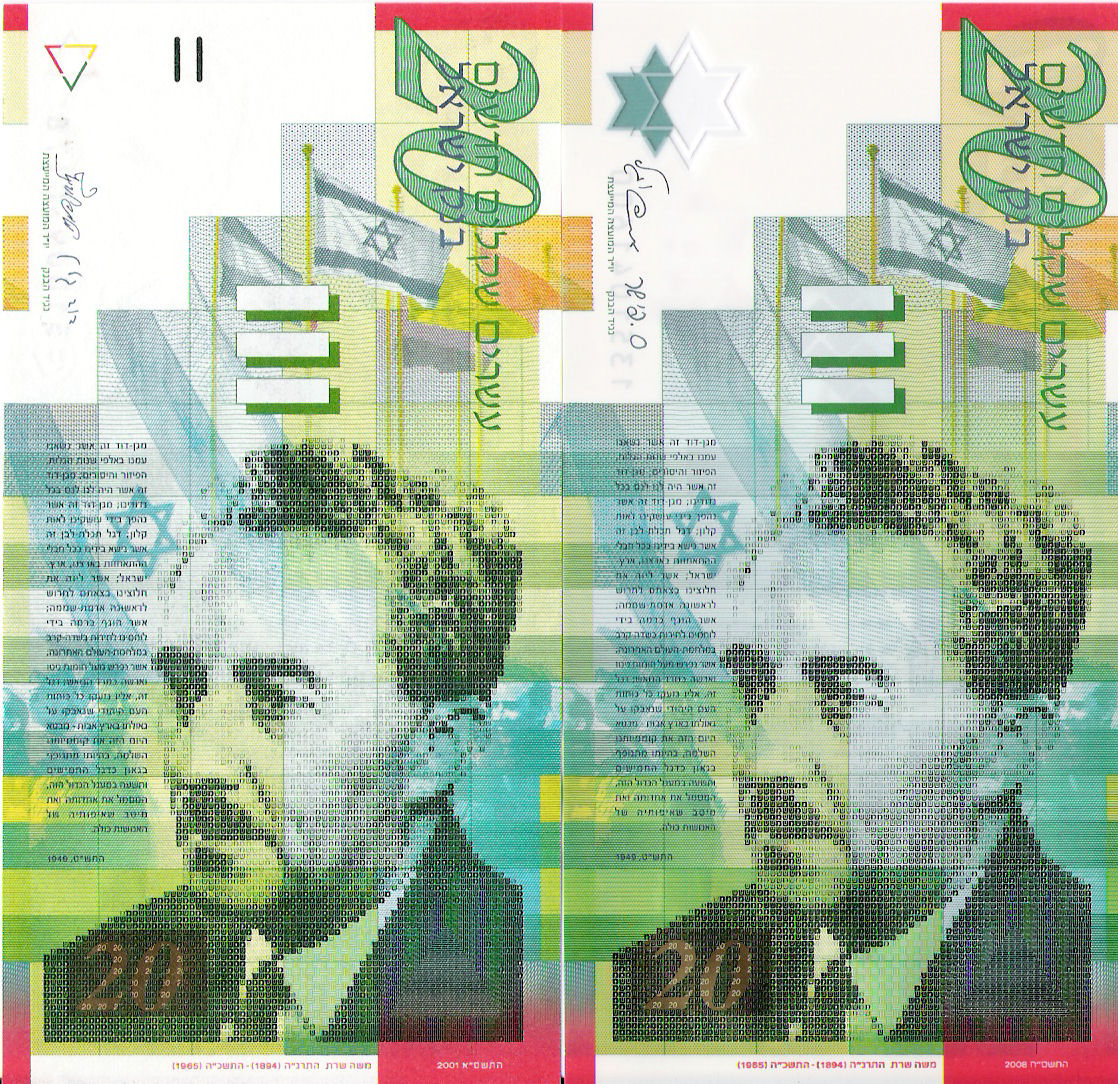
Fronte delle due banconote da 20 nuovi shekel; quella a sinistra è di carta e quella a destra è di polipropilene.
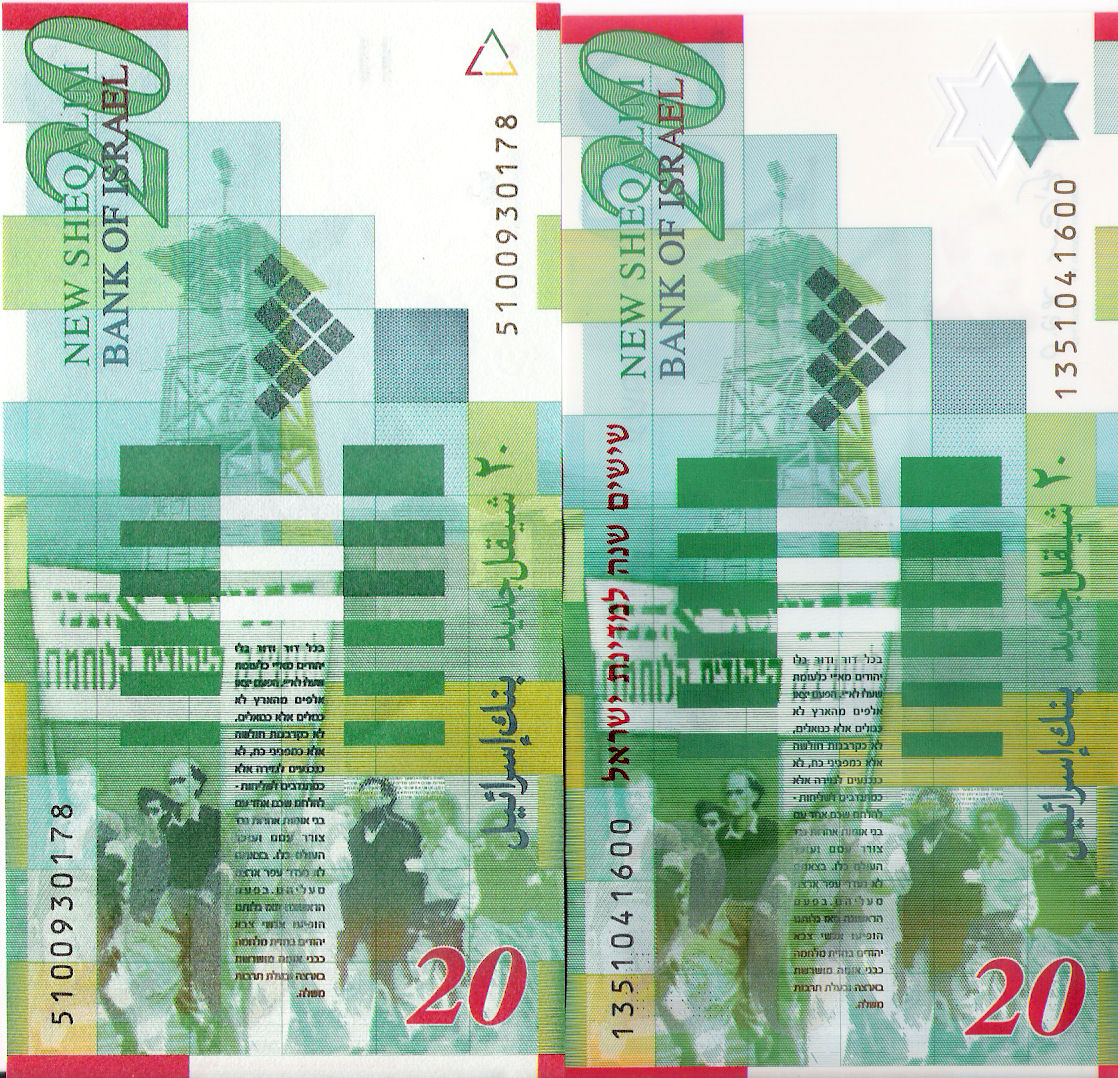
Retro delle due banconote da 20 nuovi shekel; quella a sinistra è di carta e quella a destra è di polipropilene.

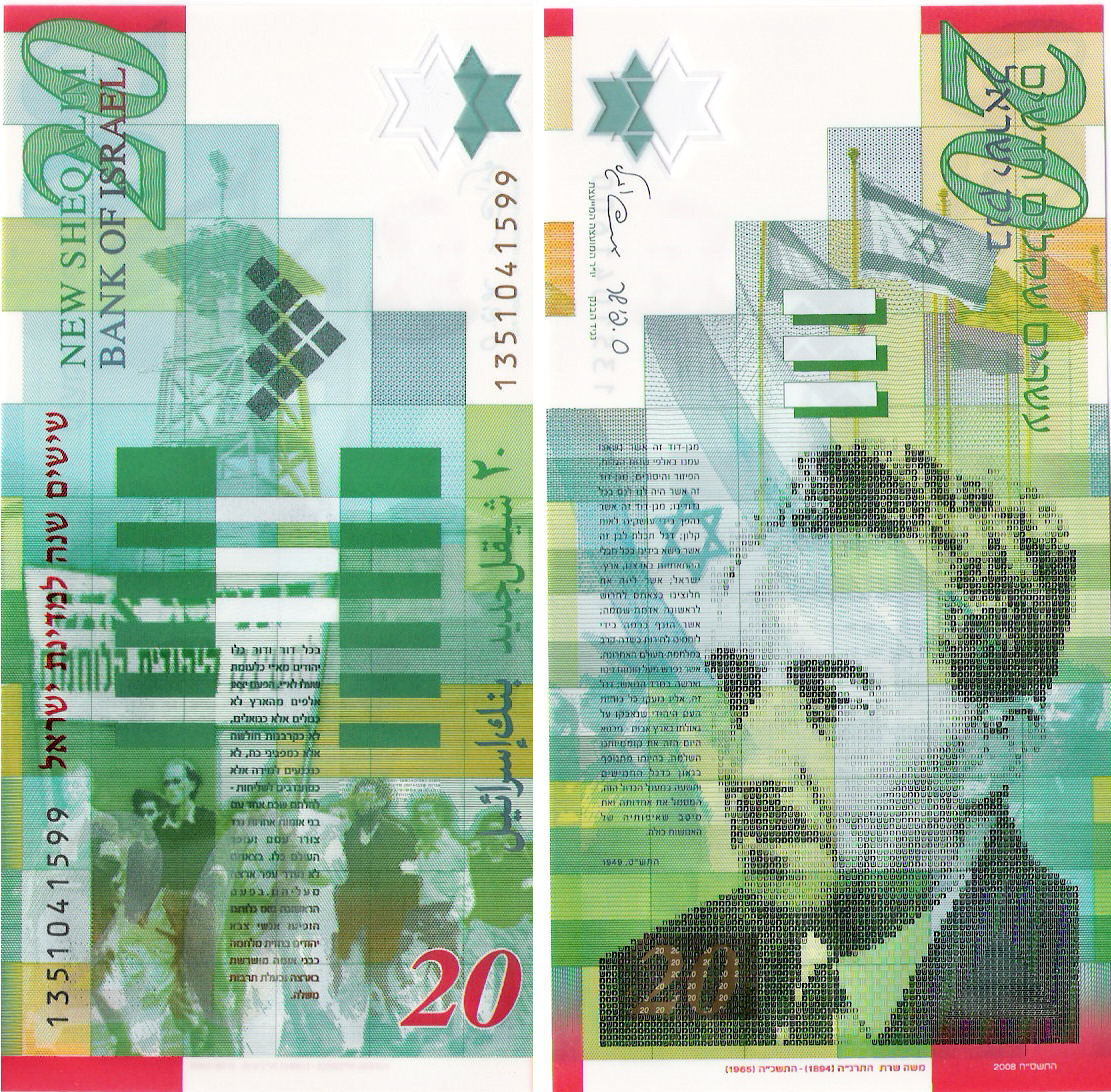
Banconota da 20 nuovi shekel (Serie B)
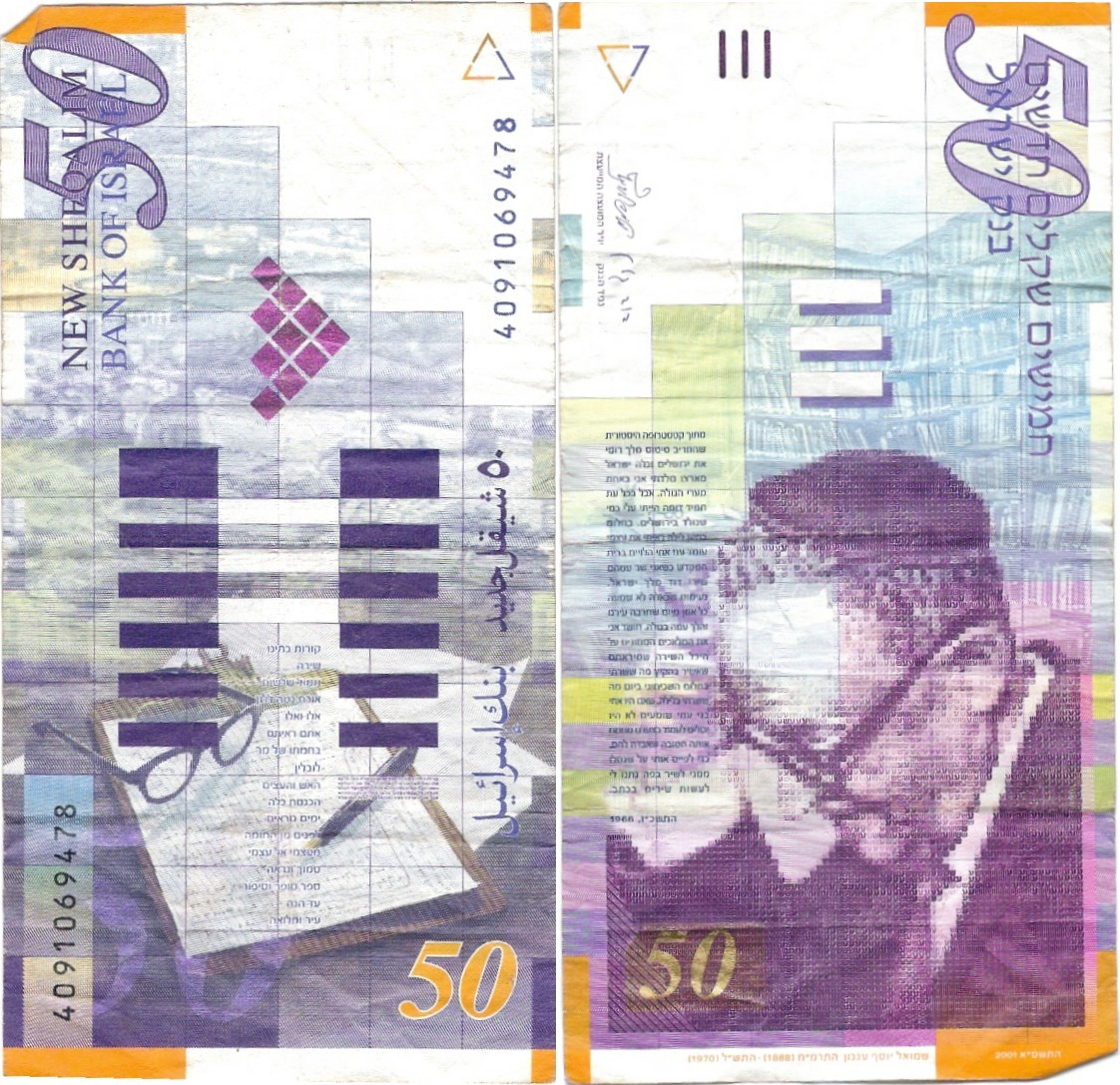
Banconota da 50 nuovi shekel (Serie B)
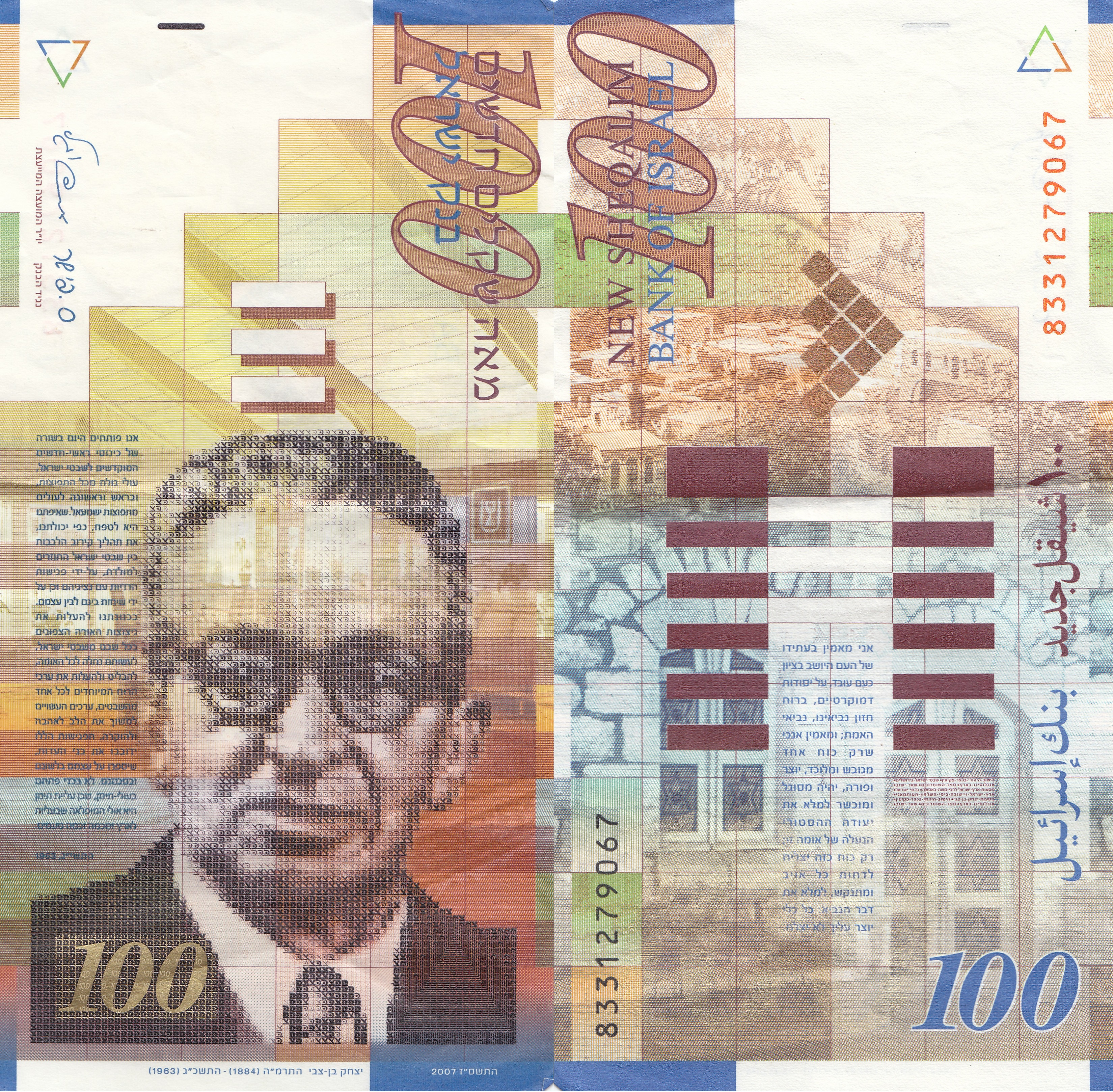
Banconota da 100 nuovi shekel (Serie B)
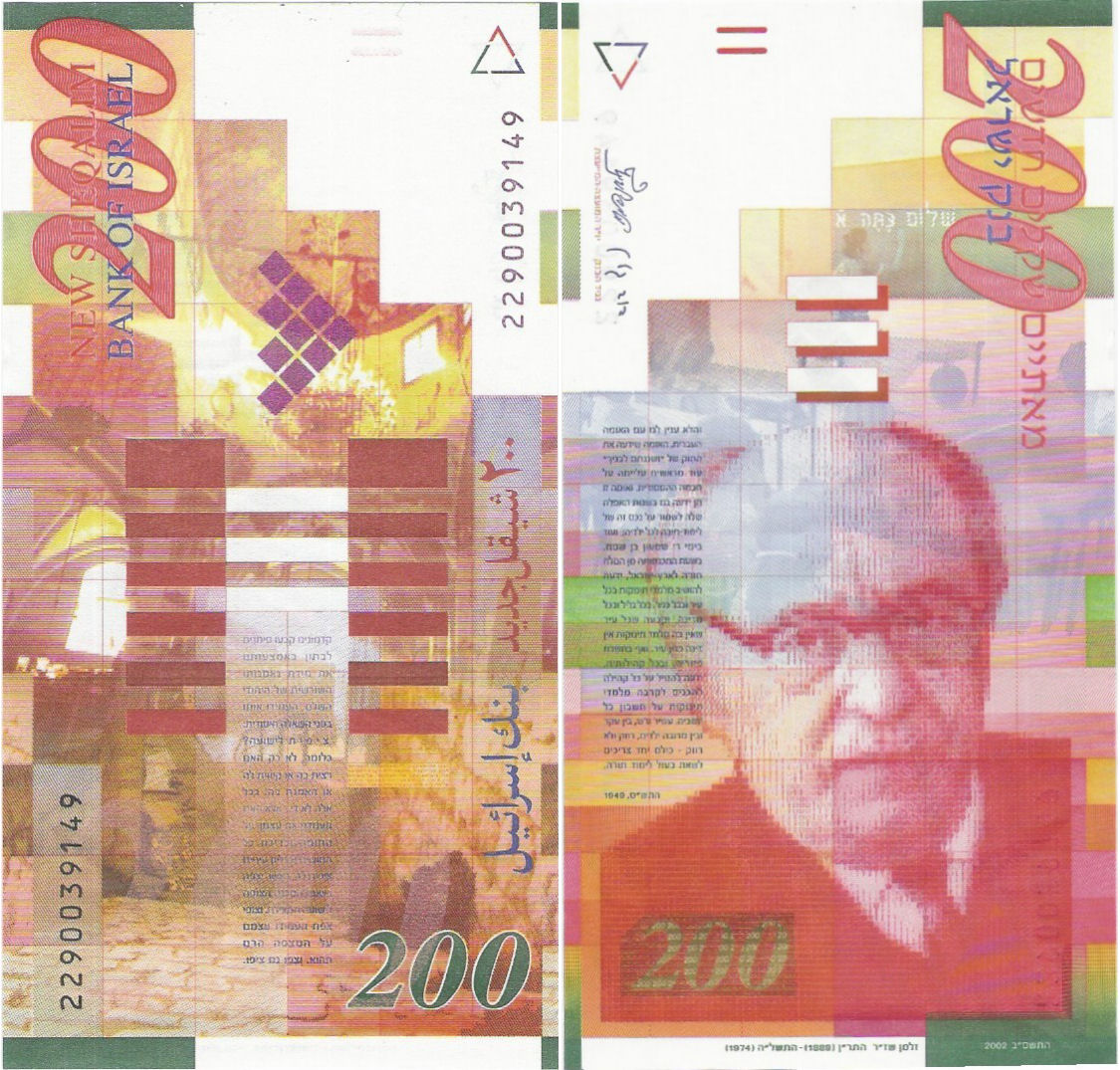
Banconota da 200 nuovi shekel (Serie B)
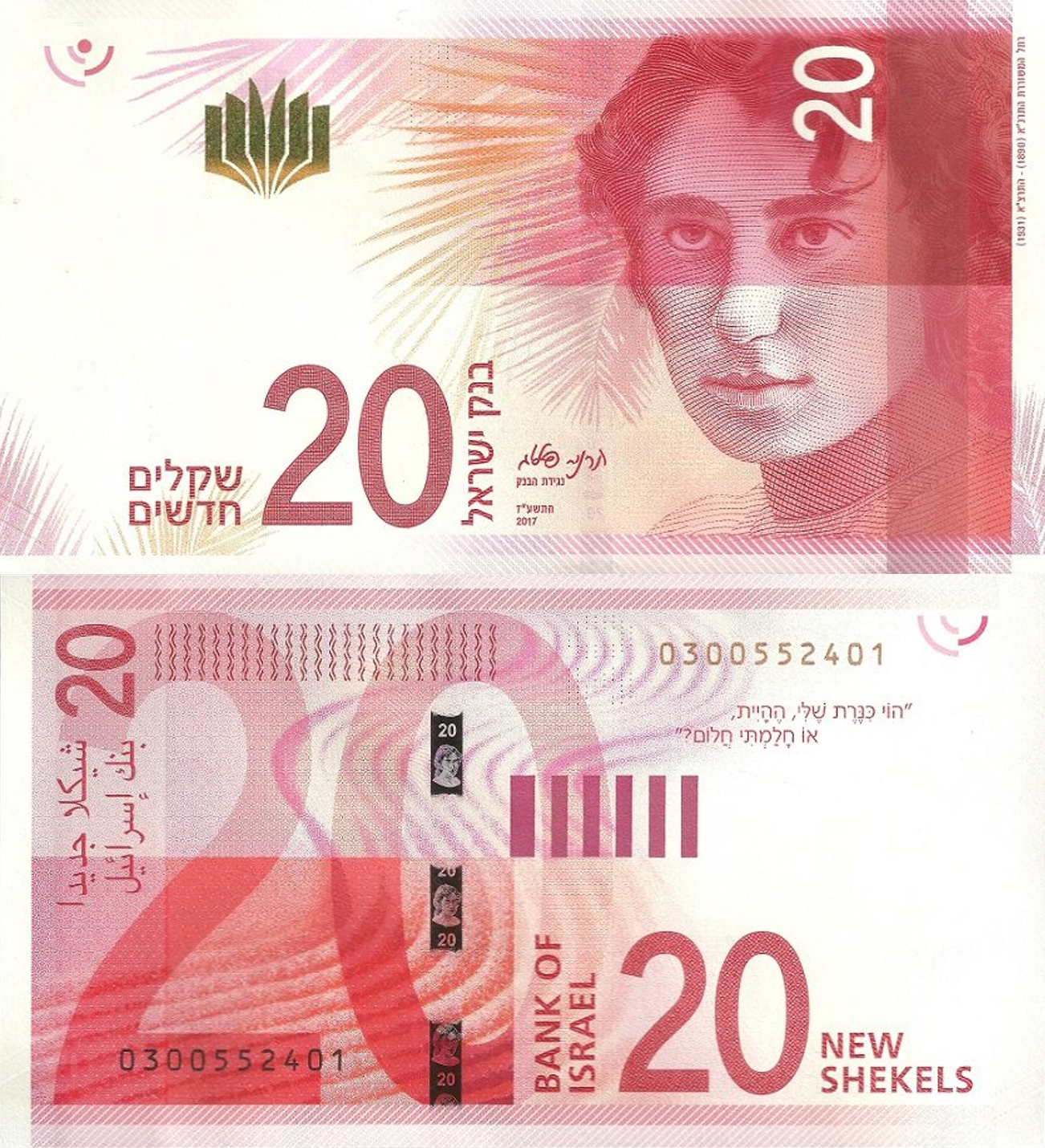
Banconota da 20 nuovi shekel (Serie C)
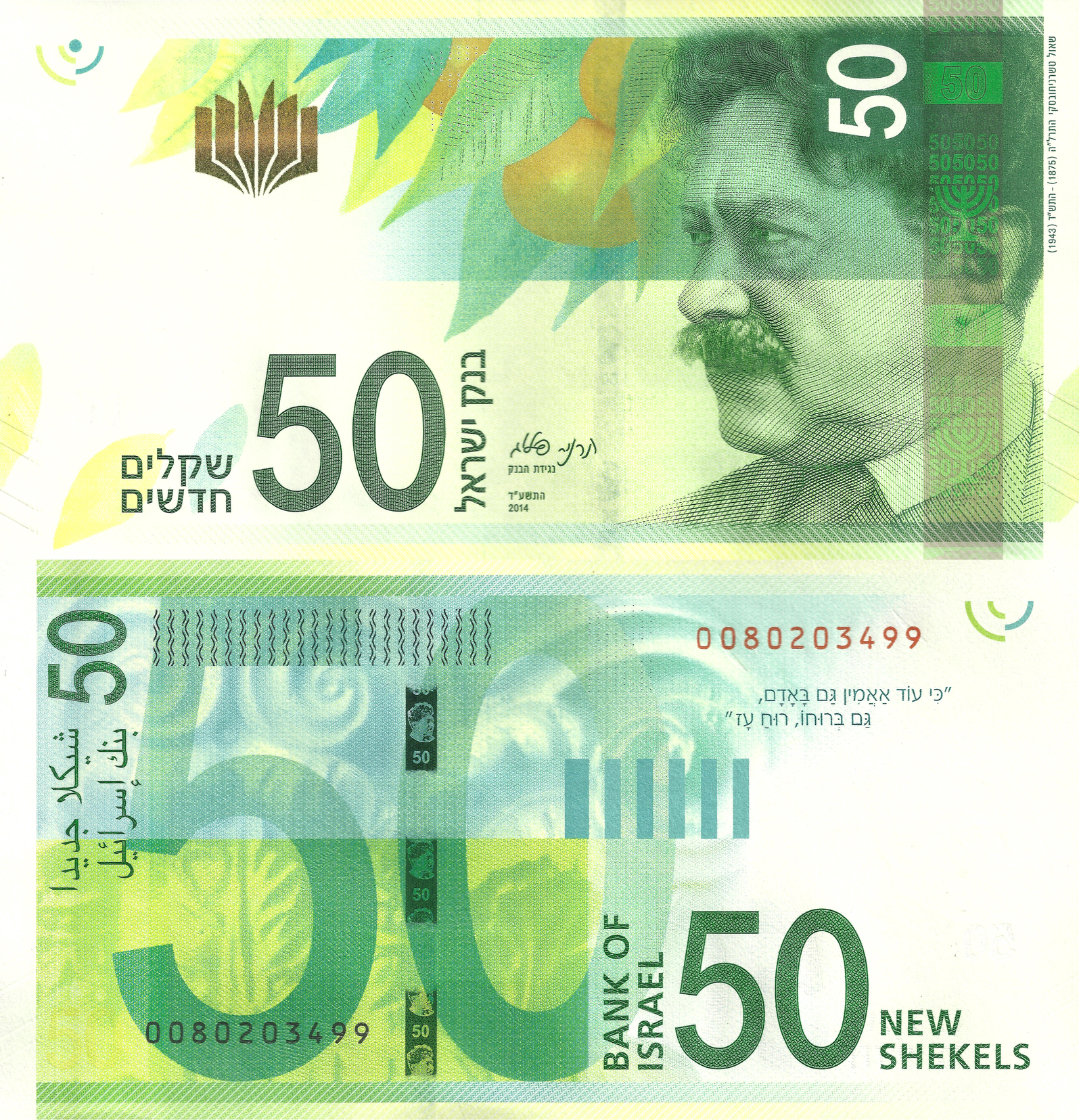
Banconota da 50 nuovi shekel (Serie C)
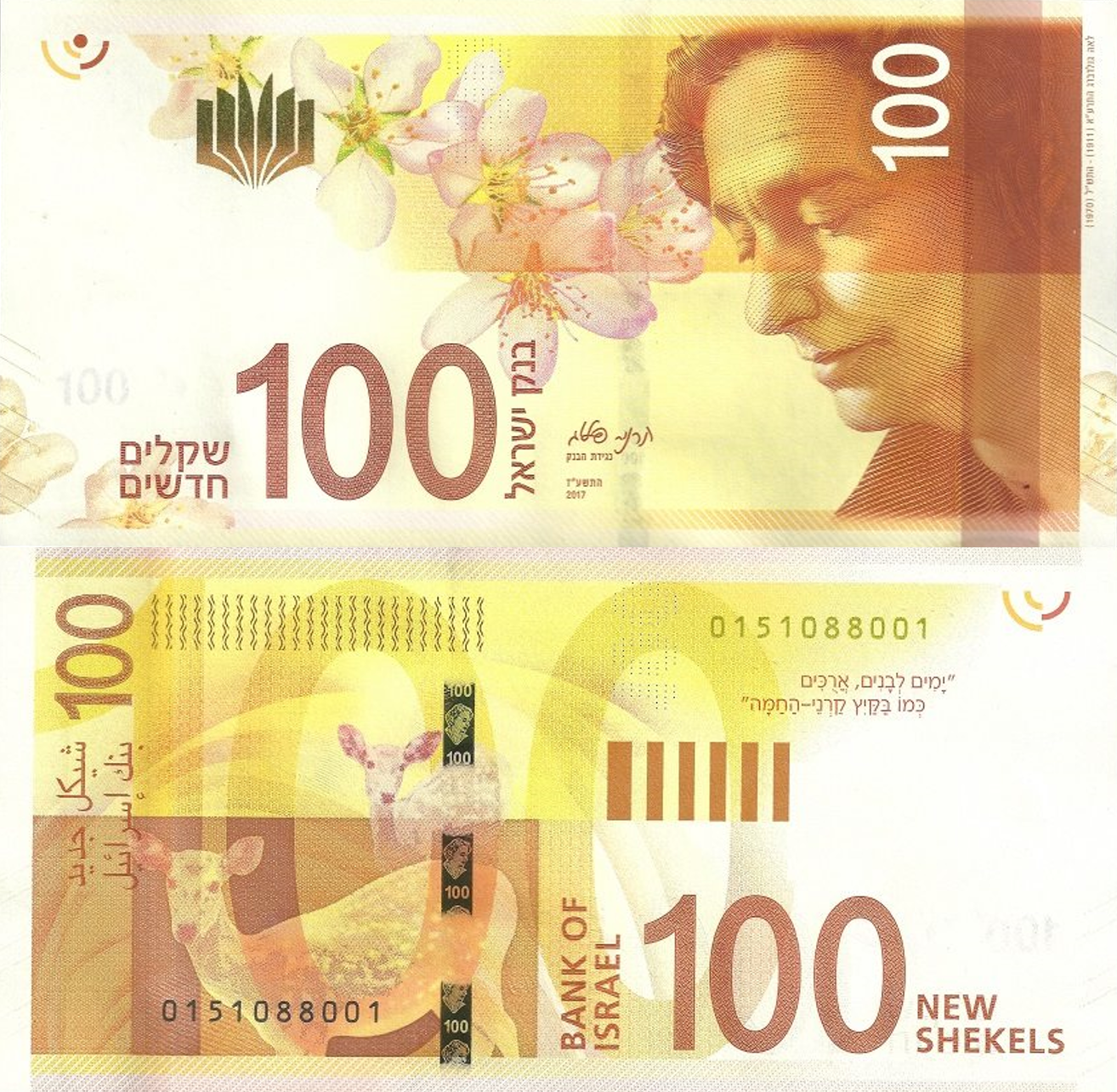
Banconota da 100 nuovi shekel (Serie C)
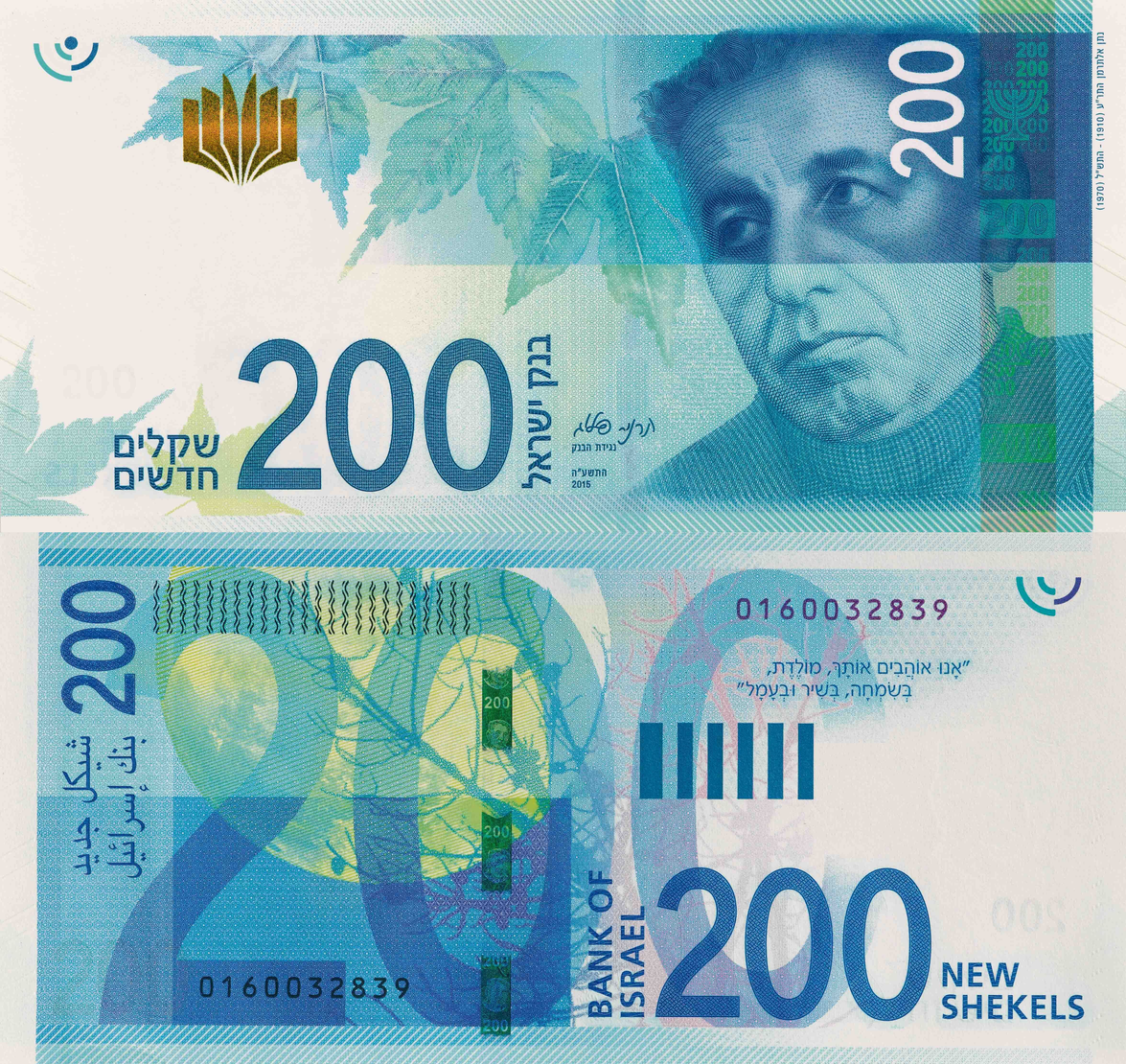
Banconota da 200 nuovi shekel (Serie C)

## Abbreviazione
Il nome della valuta viene usualmente abbreviato con l'acronimo "NIS" dall'inglese New Israeli Shekel. In ebraico il nuovo shekel è solitamente abbreviato con ש"ח (pronunciato shakh). Il simbolo del nuovo shekel, ₪, è una combinazione delle iniziali ebraiche delle parole sheqel (ש) e khadash (ח). Questo simbolo, tuttavia, si è dimostrato impopolare e l'abbreviazione con le due iniziali è molto più comune nelle pubblicità e sui cartellini dei prezzi. In arabo la valuta viene comunemente indicata con l'abbreviazione ش.ج, che sono le iniziali di šikel jadīd, il nome della valuta in arabo.